# Gregor Piatigorsky
Pour les articles homonymes, voir Piatigorsky.
Gregor Piatigorsky, né le 17 avril 1903 à Iekaterinoslav et mort le 6 août 1976 à Los Angeles, est un violoncelliste russe naturalisé américain en 1942.

## Biographie
Son père lui enseigne très tôt le violon et le piano, jusqu'à sa découverte du violoncelle à la faveur d'un concert, et à sept ans il commence à travailler l'instrument malgré l'avis défavorable d'un étudiant de Julius Klengel. Il gagne une bourse au Conservatoire de Moscou, où il étudie auprès de Gubariov, Alfred von Glehn (élève de Davidov) et Brandoukov tout en glanant un peu d'argent pour sa famille dans les cabarets et cafés de la ville.
Au moment où éclate la révolution russe, il joue déjà — il n'a que 13 ans — dans un quatuor à cordes, judicieusement rebaptisé « Quatuor Lenine ». À 15 ans, il entre comme violoncelliste au Théâtre Bolchoï. Mais les autorités russes lui refusent un voyage d'études à l'étranger. Il s'enfuit en 1921, accompagné d'autres jeunes musiciens — notamment Mischa Mischakoff — avec son violoncelle, en empruntant des trains de transport du bétail. S'il peut franchir indemne la frontière polonaise sous les tirs des gardes, son violoncelle est endommagé lorsqu'une chanteuse d'opéra qui l'accompagnait se rue sur lui, effrayée par le sifflement des balles.
Piatigorsky, alors âgé de 18 ans, parvient jusqu'en Allemagne, où il étudie pendant une courte période, à Berlin et Leipzig avec Becker et Klengel, mais aucun des deux n'a l'heur de lui plaire. Il se produit à cette époque en trio dans un café russe de Berlin fréquenté par Emanuel Feuermann et Wilhelm Furtwängler. Ce dernier, l'entendant jouer, lui offre la place de premier violoncelle de l'Orchestre philharmonique de Berlin. Il garde ce poste jusqu'en 1929, puis se décide, à 26 ans, pour une carrière de soliste itinérant. En janvier 1937, il épouse Jacqueline de Rothschild, fille d'Édouard de Rothschild, de la branche française de la célèbre famille de banquiers. Elle lui donnera une fille, Jephta (1937) et un garçon, Joram (1940).
En l'entendant exécuter Don Quichotte avec le Philharmonique de Berlin, Richard Strauss déclara : « J'ai enfin entendu mon Don Quixote tel que je l'avais imaginé ». La même année, il fait ses débuts avec l'Orchestre de Philadelphie dirigé par Leopold Stokowski et l'Orchestre philharmonique de New York, dirigé par Willem Mengelberg. Il obtient la citoyenneté américaine en 1942. 
Il meurt d'un cancer le 6 août 1976 et repose au Brentwood Cemetary, près de Los Angeles.
Il a constitué avec Arthur Rubinstein, William Primrose et Jascha Heifetz une formation de musique de chambre très célèbre, dont témoignent une trentaine de disques. En privé ou à l'occasion d'une tournée en tel ou tel lieu très choisi comme le Conservatoire russe de Paris Serge-Rachmaninoff, il fit de la musique de chambre avec Vladimir Horowitz et Nathan Milstein.

## Influence
Beaucoup d'œuvres lui ont été dédiées. Notamment, Piatigorsky collabora avec Igor Stravinsky sur une transcription de la suite de Pulcinella, qui devint la célèbre Suite italienne pour violoncelle et piano.
Il a également été un professeur influent, enseignant le violoncelle de 1941 à 1949 à l'Institut Curtis de Philadelphie et la musique de chambre à Tanglewood, de 1957 à 1962 à l'université de Boston et de 1962 à 1976 à l'université du Sud de la Californie.
En 1962, la société de violoncelle de New York a créé le « Prix Piatigorsky », attribué tous les deux ans à un jeune artiste méritant.

## Instruments
Piatigorsky fut le propriétaire de deux violoncelles Stradivarius : le Batta et le Baudiot.